# Rhithrogena
Rhithrogena is een geslacht van haften (Ephemeroptera) uit de familie Heptageniidae.

## Soorten
Het geslacht Rhithrogena omvat de volgende soorten:
- Rhithrogena adrianae
- Rhithrogena allobrogica
- Rhithrogena alpestris
- Rhithrogena amica
- Rhithrogena ampla
- Rhithrogena amseli
- Rhithrogena anatolica
- Rhithrogena anomala
- Rhithrogena austriaca
- Rhithrogena ayadi
- Rhithrogena bajkovae
- Rhithrogena basiri
- Rhithrogena beskidensis
- Rhithrogena binervis
- Rhithrogena bogoescui
- Rhithrogena braaschi
- Rhithrogena brodskyi
- Rhithrogena brunneotincta
- Rhithrogena bulgarica
- Rhithrogena buresi
- Rhithrogena carpatoalpina
- Rhithrogena castellana
- Rhithrogena caucasica
- Rhithrogena cincta
- Rhithrogena circumtatrica
- Rhithrogena colmarsensis
- Rhithrogena corcontica
- Rhithrogena dagestanica
- Rhithrogena daterrai
- Rhithrogena decolorata
- Rhithrogena decora
- Rhithrogena degrangei
- Rhithrogena delphinensis
- Rhithrogena diaphana
- Rhithrogena diensis
- Rhithrogena dorieri
- Rhithrogena eatoni
- Rhithrogena endenensis
- Rhithrogena eugeniae
- Rhithrogena excisa
- Rhithrogena exilis
- Rhithrogena expectata
- Rhithrogena fasciata
- Rhithrogena ferruginea
- Rhithrogena fiorii
- Rhithrogena flavianula
- Rhithrogena fonticola
- Rhithrogena fuscifrons
- Rhithrogena futilis
- Rhithrogena gaspeensis
- Rhithrogena germanica
- Rhithrogena giudicelliorum
- Rhithrogena goeldlini
- Rhithrogena gorganica
- Rhithrogena gorrizi
- Rhithrogena gratianopolitana
- Rhithrogena grischuna
- Rhithrogena hageni
- Rhithrogena henschi
- Rhithrogena hercegovina
- Rhithrogena hercynia
- Rhithrogena hybrida
- Rhithrogena impersonata
- Rhithrogena ingalik
- Rhithrogena insularis
- Rhithrogena iranica
- Rhithrogena iridina
- Rhithrogena jacobi
- Rhithrogena jahorinensis
- Rhithrogena japonica
- Rhithrogena jejuna
- Rhithrogena johanni
- Rhithrogena joostiana
- Rhithrogena kashmiriensis
- Rhithrogena kimminsi
- Rhithrogena klausnitzeriana
- Rhithrogena klugei
- Rhithrogena laciniosa
- Rhithrogena landai
- Rhithrogena lepnevae
- Rhithrogena lisettae
- Rhithrogena loyolaea
- Rhithrogena lucida
- Rhithrogena manifesta
- Rhithrogena marcosi
- Rhithrogena mariae
- Rhithrogena mariaedominicae
- Rhithrogena marinkovici
- Rhithrogena minazuki
- Rhithrogena minima
- Rhithrogena monserrati
- Rhithrogena morrisoni
- Rhithrogena nepalensis
- Rhithrogena neretvana
- Rhithrogena nivata
- Rhithrogena notialis
- Rhithrogena nuragica
- Rhithrogena orientalis
- Rhithrogena ornata
- Rhithrogena oscensis
- Rhithrogena ourika
- Rhithrogena parva
- Rhithrogena paulinae
- Rhithrogena picteti
- Rhithrogena piechockii
- Rhithrogena plana
- Rhithrogena podhalensis
- Rhithrogena pontica
- Rhithrogena potamalis
- Rhithrogena puthzi
- Rhithrogena puytoraci
- Rhithrogena reatina
- Rhithrogena robusta
- Rhithrogena rolandi
- Rhithrogena rubicunda
- Rhithrogena ryszardi
- Rhithrogena sartorii
- Rhithrogena savoiensis
- Rhithrogena semicolorata
- Rhithrogena siamensis
- Rhithrogena sibillina
- Rhithrogena sibirica
- Rhithrogena siciliana
- Rhithrogena soteria
- Rhithrogena sowai
- Rhithrogena stackelbergi
- Rhithrogena strenua
- Rhithrogena subangulata
- Rhithrogena sublineata
- Rhithrogena tateyamana
- Rhithrogena taurisca
- Rhithrogena teberdensis
- Rhithrogena tetrapunctigera
- Rhithrogena theischingeri
- Rhithrogena thomasi
- Rhithrogena thracica
- Rhithrogena tianshanica
- Rhithrogena tibialis
- Rhithrogena trispina
- Rhithrogena uhari
- Rhithrogena umbrosa
- Rhithrogena undulata
- Rhithrogena unica
- Rhithrogena uzbekistanicus
- Rhithrogena vaillanti
- Rhithrogena virilis
- Rhithrogena wolosatkae
- Rhithrogena wuyiensis
- Rhithrogena zelinkai
- Rhithrogena zernyi
- Rhithrogena zhiltzovae
- Rhithrogena znojkoi